# Saint-Germain-d’Elle
Saint-Germain-d’Elle – miejscowość i gmina we Francji, w regionie Normandia, w departamencie Manche.
Według danych na rok 1990 gminę zamieszkiwały 212 osoby, a gęstość zaludnienia wynosiła 24 osoby/km² (wśród 1815 gmin Dolnej Normandii Saint-Germain-d’Elle plasuje się na 674. miejscu pod względem liczby ludności, natomiast pod względem powierzchni na miejscu 585.).